# 種の起源
- 種の起原
- 種の起源

『種の起源』（しゅのきげん、英: On the Origin of Species）は、イギリスの地質学者で生物学者のチャールズ・ダーウィンによって1859年11月24日に出版された進化論についての書籍である。
題名は岩波文庫版のように『種の起原』と表記する場合と、光文社古典新訳文庫版のように『種の起源』と表記する場合がある。

## 解説
ダーウィンは、『種の起源』の中で、evolution（進化）ではなく、descent with modification （変化を伴った由来）という用語を使っている。進化という意味で evolution を用いたのはハーバート・スペンサーであり、ダーウィンも第6版で用いている。
彼は自然選択によって、生物は常に環境に適応するように変化し、種が分岐して多様な種が生じると主張した。そしてこの過程を生存競争、適者生存（第5版以降）などのフレーズを用いて説明した。
自然選択とは、「（1）生物がもつ性質は個体間に違いがあり、（2）その一部は親から子に伝えられ、（3）環境収容力が繁殖力よりも小さいため生まれた子の一部しか生存・繁殖できない。性質の違いに応じて次世代に子を残す平均的能力に差が生じるので、有利な個体が持つ性質が維持・拡散するというメカニズム」である。
彼は全ての生物は一種あるいはほんの数種の祖先的な生物から分岐して誕生したのだと述べたが、実際にはタイトルに反して、どのように個々の種が誕生するか（種分化）はほとんど説明しなかった。生物の地理的分布や性淘汰についてもわずかに言及している。当時は DNA や遺伝の仕組みについては知られていなかったので、変異や遺伝の仕組みについてはうまく説明できなかった。また進化を進歩とは違うものだと認識し、特定の方向性がない偶然の変異による機械論的なものだとした。ダーウィンは進化の概念を多くの観察例や実験による傍証などの実証的成果によって、進化論を仮説の段階から理論にまで高めたのである。

本書は非専門家向けに読みやすく書かれており、幅広い関心を集めた。当時の生物学の根本をなす宗教的信念を否定したために、科学的だけでなく、宗教的、哲学的論争も引き起こした。ダーウィンの貢献以来、中立進化説の確立など進化理論は急速に発展した。しかし自然選択説は適応進化の要因として現在も科学的に認められたモデルである。一方、現在でも進化論を否定する創造科学やインテリジェント・デザインなどの説が反進化論団体によって主張されている。
なお、ダーウィンの言葉として「最も強い者が⽣き残るのではなく最も賢い者が⽣き延びるのでもない。 唯⼀⽣き残ることが出来るのは変化できる者である。」という言葉が紹介されることがあるが、ダーウィン自身の発言や『種の起源』に該当する言葉はなく、経営学者レオン・メギンソンの著作における解釈が流布したものである。

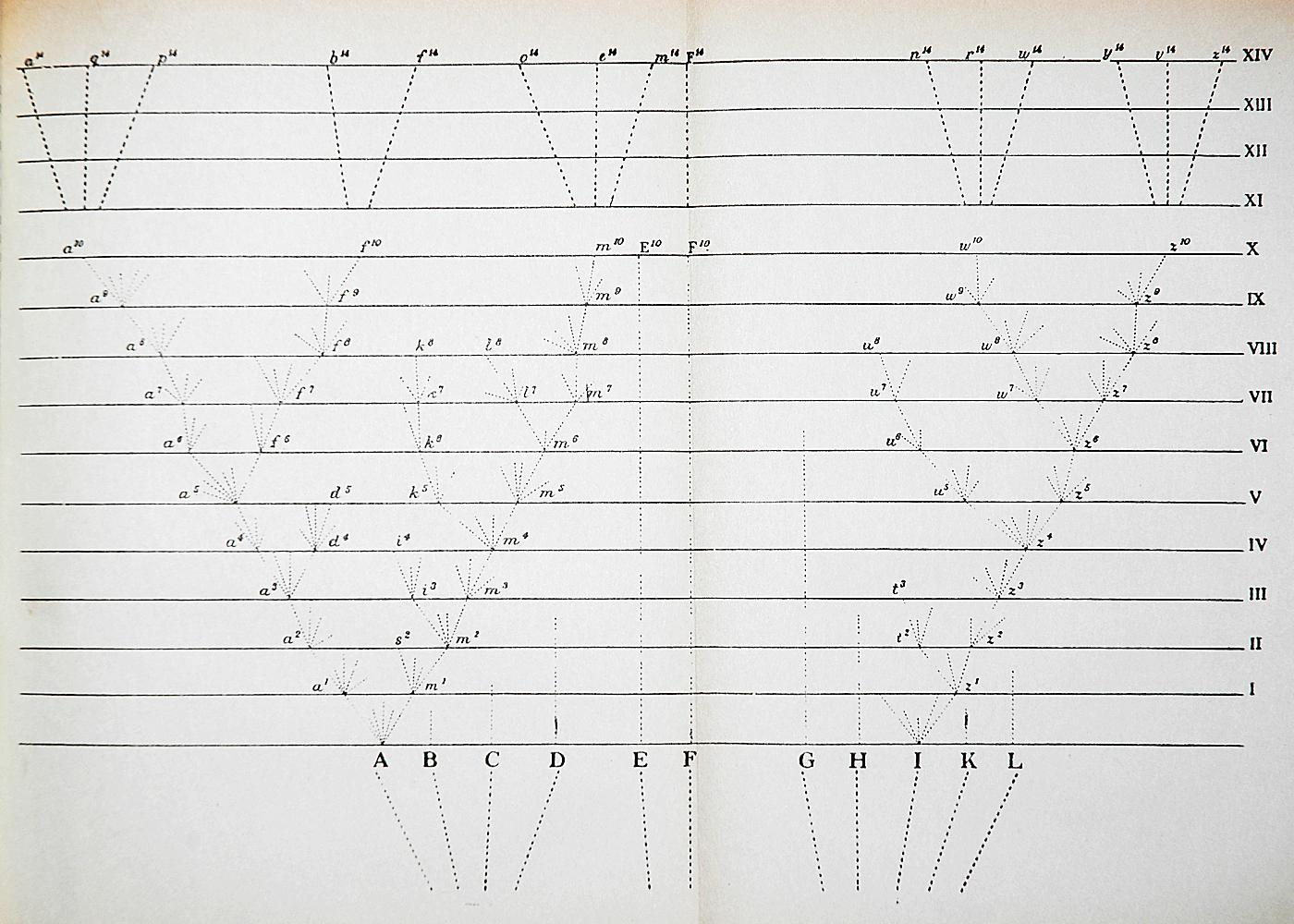
この樹形図は、種分岐を説明するために『種の起源』に唯一掲載されている図である。.

## 書誌情報
本書の完全な題名は『自然選択という手段、または生存闘争の中で好ましいとされる種が保存される事による種の起原について』"On the Origin of Species by Means of Natural Selection, or the Preservation of Favoured Races in the Struggle for Life"（右上図）である。なおここで races とは種族の意味である。
改版は、第2版（1860年1月7日）以降、13年間に渡り加筆・修正を加えて、1872年の第6版まで継続された。特に、第6版では、「自然選択説にむけられた種々の異論」の章を新たに追加し、それまでに寄せられた異論について回答を述べている（挿入場所は、第5版の第7章「本能」の前。したがって、旧7章以降の章は、第6版では1つずつ番号が繰り下がる）。また、第6版では、タイトルの先頭の "On" が取り除かれた。なお、第6版についても修正が続けられ、ダーウィンによる最終的な編集は1876年であったという。版を重ねるにつれて批判に応じて自然選択以外の要因も認めるようになっていった。

自然選択説につながる記録や考察は、ビーグル号の航海中（1831年-1836年）およびその直後から続けられていた。本書につながる直接的な源流は、航海から6年後の1842年6月にノート35枚に纏められた「スケッチ」（小論文のこと）、および1844年6-7月に231ページに纏めた「エッセー」であった。これらは、ダーウィン自身で保管しており、執筆当時は公表されていなかった。1856年から、ダーウィンは『種の起源』に関する本の執筆を始めたが、1858年にウォレスからの手紙によって、その本の執筆を中断することになった。その中断された著作の要約版（抄本・アブストラクト）として著されたものが本書『種の起源』である。

### 日本での翻訳刊行
最初は1896年（明治29年）に、立花銑三郎により『生物始源』という題で翻訳された。1905年（明治38年）に、東京開成館が『種之起原』と題して出版。1915年（大正4年）に大杉栄による翻訳本『種の起原』も出された。
今日最も入手が容易な翻訳書は、岩波文庫版『種の起原』（上・下、八杉龍一訳）である。これは原書第一版を基本とし、後の改訂が脚注として補完されている。2009年（平成21年）には、原書初版の翻訳『種の起源』（上・下、渡辺政隆訳）が、光文社古典新訳文庫で上梓された。

### 翻訳書一覧
- チャーレス・ダーウィン『生物始源　一名種源論』立花銑三郎 訳、経済雑誌社、1896年3月22日。NDLJP:994042。
- チャーレス・ダーウイン『種之起原』東京開成館 訳、東京開成館、1905年9月13日。NDLJP:832148。
- ダーウイン 著、文献書院 訳 編『種の起源』文献書院〈世界名著梗概叢書 第10編〉、1922年12月20日。NDLJP:972196。
- ダーウィン『種の起原』松平道夫 訳、太陽堂、1924年10月20日。NDLJP:982298。
- チヤールズ・ロバアト・ダーウィン『種の起原』内山賢次 訳、春秋社〈世界大思想全集 第27巻〉、1927年。
- ダーウィン『種の起原』三宅驥一 訳、潮文閣〈万有文庫 第3巻〉、1928年。
- チャールズ・ダーウィン『種の起源』 上巻、小泉丹 訳、岩波書店〈岩波文庫 568-570〉、1929年。
- チャールズ・ダーウィン『種の起原　附・解説』 中巻、小泉丹 訳、岩波書店〈岩波文庫 571-572〉、1938年。
  - チャールズ・ダーウィン『種の起原』 上巻、小泉丹 訳・解説（改訂版）、岩波書店〈岩波文庫 568-570〉、1939年。
  - ダーウィン『種の起原』 上、八杉龍一 訳、岩波書店〈岩波文庫〉、1963年。
  - ダーウィン『種の起原』 中、八杉龍一 訳、岩波書店〈岩波文庫〉、1968年。
  - ダーウィン『種の起原』 下、八杉龍一 訳、岩波書店〈岩波文庫〉、1971年。
  - ダーウィン『種の起原』 上、八杉龍一 訳（改版）、岩波書店〈岩波文庫〉、1990年2月16日。ISBN 4-00-339124-1。
  - ダーウィン『種の起原』 下、八杉龍一 訳（改版）、岩波書店〈岩波文庫〉、1990年2月16日。ISBN 4-00-339125-X。
- ダーウィン『種の起原』 第1巻、第2巻、内山賢次 訳、春秋社〈春秋文庫 第3部 第36、37〉、1933年。
- ダーウィン『種の起原』 上巻、下巻、大杉栄 訳、新潮社〈新潮文庫 第97、98編〉、1934年。
  - ダーウィン『大杉栄全集 第8巻 種の起原』大杉栄 訳（限定版）、世界文庫〈近代文芸資料複刻叢書 第5集〉、1964年。 - 注記：大正14-15年刊の複刻版。
- ラマルク、ダーウィン『ラマルク動物哲学・ダーウィン種の起原』小泉丹 訳、岩波書店〈大思想文庫23〉、1935年12月5日。NDLJP:1771638。
- チャールス・ダーウヰン『種の起源　全訳』松平道夫 訳、太陽堂書店、1939年。
- 『種の起原』内山賢次・石田周三 訳、白揚社〈ダーウィン全集 第2巻〉、1939年。
- ダーウィン『自然淘汰による種の起原』 上、内山賢次・石田周三共訳、改造社〈改造選書〉、1948年。
- チャールス・ダーウヰン『種の起源』 上巻、堀伸夫 訳、クラルテ社、1948年。
- ダーウィン『種の起原』 下巻、堀伸夫 訳、クラルテ社、1948年。
  - C・ダーウィン『種の起原』堀伸夫 訳（5版）、クラルテ社、1950年。
- 『種の起原』 上巻、山内賢次・石田周三 共訳、改造社〈ダーウィン全集 第5巻〉、1950年。
- 『種の起原』 下巻、内山賢次・石田周三 共訳、改造社〈ダーウィン全集 第5巻〉、1950年。
- ダーウィン『種の起源』 上、内山賢次・石田周三 共訳、創元社〈創元文庫 D 第14〉、1952年。
- ダーウィン『種の起原』 中、内山賢次・石田周三 共訳、創元社〈創元文庫 D 第15〉、1952年。
- ダーウィン『種の起源』 下、内山賢次・石田周三 共訳、創元社〈創元文庫 D 第16〉、1952年。
- ダーウィン『種の起源』内山賢次・石田周三 共訳、河出書房〈世界大思想全集 [第2期] 第33 (社会・宗教・科学思想篇 第33)〉、1954年。
- C.ダーウィン『種の起原』 上巻、堀伸夫 訳、槙書店、1958年。
- C.ダーウィン『種の起原』 下巻、堀伸夫 訳、槙書店、1959年。
  - チャールズ・ダーウィン『種の起源』堀伸夫・堀大才 訳、槙書店、1988年6月。ISBN 4-8375-0575-9。
- ダーウィン 著、徳田御稔 編『初版「種の起源」　訳と解説』三一書房、1959年。
- Charles Darwin 著、リチャード・リーキー 編著 編『図説　種の起源』八杉貞雄・守隆夫 訳、平凡社、1982年1月。ISBN 978-4-582-53701-7。 - 原タイトル：The illustrated origin of species.
  - チャールズ・ダーウィン 著、リチャード・リーキー 編『新版・図説　種の起源』吉岡晶子 訳（新版）、東京書籍、1997年11月。ISBN 4-487-76166-2。 - 原書名：The illustrated origin of species.
- チャールズ・ダーウィン『種の起原』堀伸夫・堀大才 訳、槙書店、1988年6月。ISBN 4-8375-0575-9。 - 原タイトル：The origin of species by means of natural selection or the preservation of favoured races in the struggle for life. 6th ed.
  - チャールズ・ダーウィン『種の起原』堀伸夫・堀大才 訳、朝倉書店、2009年5月。ISBN 978-4-254-17143-3。 - 原タイトル：The origin of species. 6th ed.
- ダーウィン『種の起源』 上、渡辺政隆 訳、光文社〈光文社古典新訳文庫 K-Dター1-1〉、2009年9月8日。ISBN 978-4-334-75190-6。
- ダーウィン『種の起源』 下、渡辺政隆 訳、光文社〈光文社古典新訳文庫 K-Dター1-2〉、2009年12月8日。ISBN 978-4-334-75196-8。

### 漫画版
- ダーウィン 作、バラエティ・アートワークス 漫画『種の起源』イースト・プレス〈まんがで読破〉、2009年7月。ISBN 978-4-7816-0167-0。

## 関連文献
- 井尻正二 編著『「種の起原」をどう読むか』築地書館、1985年4月。
- 沢泰二『ダーウインの種の起源』事業之日本社〈社会経済思想叢書 第6〉、1925年11月24日。NDLJP:1018524。
- シルヴァン・シュウェーバー『『種の起源』の起源を再訪して』横山利明 訳、新水社、1994年10月。ISBN 4-915165-61-2。
- チャールズ・ダーウイン『種の起原の基礎』阿部文夫 訳、大日本文明協会事務所〈大日本文明協会刊行書 第3期〉、1915年5月10日。NDLJP:949520。 - 原題：The foundations of the origin of species: two essays written by 1842 and 1844.
- パトリック・トール『ダーウィン　進化の海を旅する』平山廉 監修、南條郁子・藤丘樹実 訳、創元社〈「知の再発見」双書 99〉、2001年10月。ISBN 4-422-21159-5。
- ジャネット・ブラウン『ダーウィンの『種の起源』』長谷川眞理子 訳、茂木健一郎 解説、ポプラ社〈名著誕生 2〉、2007年9月。ISBN 978-4-591-09913-1。 - 原題：Darwin’s "Origin of species".、立ち読みコーナー。
- D・N・レズニック『21世紀に読む「種の起原」』垂水雄二訳、みすず書房、2015年10月。ISBN 978-4-622-07936-1。 - 原題：The Origin Then and Now: An Interpretive Guide to the Origin of Species.